# Setophaga nigrescens
Setophaga nigrescens là một loài chim trong họ Parulidae.